# Roller Hockey Premier League 2016-2017
La Roller Hockey Premier League 2016-2017 è stata la 43ª edizione del torneo di primo livello del campionato inglese di hockey su pista. Esso è organizzato dalla federazione di pattinaggio dell'Inghilterra. La competizione è iniziata il 17 settembre 2016 e si è conclusa il 17 giugno 2017.
Il torneo è stato vinto dal King's Lynn per la 2ª volta nella sua storia.

## Squadre partecipanti
| Club             | Stagione | Città                  | Impianto      | Sponsor | Stagione precedente |
| ---------------- | -------- | ---------------------- | ------------- | ------- | ------------------- |
| Grimsby          | dettagli | Grimsby                |               |         |                     |
| Herne Bay United | dettagli | Herne Bay              | The Bay Arena |         |                     |
| King's Lynn      | dettagli | King's Lynn            |               |         |                     |
| Letchworth       | dettagli | Letchworth Garden City |               |         |                     |
| Londra           | dettagli | Londra                 |               |         |                     |
| Manchester       | dettagli | Manchester             |               |         |                     |
| Middlesbrough    | dettagli | Middlesbrough          |               |         |                     |
| Soham            | dettagli | Soham                  |               |         |                     |

## Risultati
| Andata (1ª) | Andata (1ª) | 1ª giornata              | Ritorno (8ª) | Ritorno (8ª) |
|             |             |                          |              |              |
| 17 set.     | 6-6         | Letchworth-Middlesbrough | 4-7          | 21 gen.      |
| 1 ott.      | 2-2         | Soham-Londra             | 8-5          | 21 gen.      |
| 28 gen.     | 5-6         | Grimsby-Herne Bay        | 2-4          | 3 giu.       |
| 3 giu.      | 16-1        | King's Lynn-Manchester   | 6-1          | 21 gen.      |

| Andata (2ª) | Andata (2ª) | 2ª giornata           | Ritorno (9ª) | Ritorno (9ª) |
|             |             |                       |              |              |
| 8 ott.      | 5-2         | King's Lynn-Londra    | 10-1         | 30 apr.      |
| 8 ott.      | 6-14        | Letchworth-Herne Bay  | 6-5          | 11 feb.      |
| 8 ott.      | 13-2        | Soham-Manchester      | 8-7          | 11 feb.      |
| 4 feb.      | 6-3         | Grimsby-Middlesbrough | 3-5          | 11 feb.      |

| Andata (3ª) | Andata (3ª) | 3ª giornata           | Ritorno (10ª) | Ritorno (10ª) |
|             |             |                       |               |               |
| 15 ott.     | 2-5         | Herne Bay-King's Lynn | 9-8           | 25 feb.       |
| 15 ott.     | 10-6        | Londra-Letchworth     | 6-5           | 25 feb.       |
| 15 ott.     | 9-7         | Manchester-Grimsby    | 9-13          | 25 feb.       |
| 15 ott.     | 1-2         | Middlesbrough-Soham   | 6-1           | 25 feb.       |

| Andata (4ª) | Andata (4ª) | 4ª giornata               | Ritorno (11ª) | Ritorno (11ª) |
|             |             |                           |               |               |
| 12 nov.     | 7-7         | Grimsby-Londra            | 11-6          | 11 mar.       |
| 12 nov.     | 8-2         | Soham-Herne Bay           | 6-8           | 11 mar.       |
| 17 giu.     | 5-3         | King's Lynn-Middlesbrough | 1-1           | 11 mar.       |
| 28 mag.     | 14-3        | Letchworth-Manchester     | 5-8           | 11 mar.       |

| Andata (5ª) | Andata (5ª) | 5ª giornata            | Ritorno (12ª) | Ritorno (12ª) |
|             |             |                        |               |               |
| 19 nov.     | 6-6         | Grimsby-Soham          | 1-1           | 8 apr.        |
| 19 nov.     | 7-6         | Londra-Middlesbrough   | 6-8           | 8 apr.        |
| 27 mag.     | 1-14        | Letchworth-King's Lynn | 2-9           | 8 apr.        |
| 5 mar.      | 7-9         | Manchester-Herne Bay   | 5-10          | 8 apr.        |

| Andata (6ª) | Andata (6ª) | 6ª giornata              | Ritorno (13ª) | Ritorno (13ª) |
|             |             |                          |               |               |
| 10 dic.     | 11-7        | Herne Bay-Londra         | 7-7           | 13 mag.       |
| 10 dic.     | 6-5         | King's Lynn-Grimsby      | 6-3           | 13 mag.       |
| 10 dic.     | 7-1         | Middlesbrough-Manchester | 9-3           | 13 mag.       |
| 28 gen.     | 4-4         | Soham-Letchworth         | 7-3           | 13 mag.       |

| Andata (7ª) | Andata (7ª) | 7ª giornata             | Ritorno (14ª) | Ritorno (14ª) |
|             |             |                         |               |               |
| 7 gen.      | 6-5         | Herne Bay-Middlesbrough | 1-0           | 10 giu.       |
| 7 gen.      | 4-7         | Manchester-Londra       | 6-13          | 29 apr.       |
| 7 gen.      | 1-6         | Soham-King's Lynn       | 6-4           | 10 giu.       |
| 7 mag.      | 2-7         | Letchworth-Grimsby      | 6-13          | 10 giu.       |

## Classifica
|                        | Pos. | Squadra          | Pt | G  | V  | N | S  | GF  | GS  | D   | Note / Qualificazioni             |
| ---------------------- | ---- | ---------------- | -- | -- | -- | - | -- | --- | --- | --- | --------------------------------- |
| Inghilterra (bandiera) | 1.   | King's Lynn      | 34 | 14 | 11 | 1 | 2  | 101 | 38  | +63 |                                   |
|                        | 2.   | Herne Bay United | 31 | 14 | 10 | 1 | 3  | 94  | 77  | +17 | Coppa CERS 2017-2018              |
|                        | 3.   | Soham            | 25 | 14 | 7  | 4 | 3  | 73  | 57  | +16 | Coppa CERS 2017-2018              |
|                        | 4.   | Middlesbrough    | 20 | 14 | 6  | 2 | 6  | 67  | 52  | +15 |                                   |
|                        | 5.   | Grimsby          | 18 | 14 | 5  | 3 | 6  | 89  | 76  | +13 |                                   |
|                        | 6.   | Londra           | 18 | 14 | 5  | 3 | 6  | 86  | 96  | -10 |                                   |
|                        | 7.   | Letchworth       | 8  | 14 | 2  | 2 | 10 | 70  | 113 | -43 |                                   |
|                        | 8.   | Manchester       | 6  | 14 | 2  | 0 | 12 | 66  | 137 | -71 | Retrocesso in National Division 1 |

## Verdetti
| Qualificazioni / retrocessioni    | Club                   |
| --------------------------------- | ---------------------- |
| Campione d'Inghilterra 2016-2017  | King's Lynn            |
| Coppa CERS 2017-2018              | Soham Herne Bay United |
| Retrocesso in National Division 1 | Manchester             |